# Daan Klinkenberg
Frederikus Quirinus Klinkenberg, detto Daan (Beinsdorp, 12 gennaio 1996), è un calciatore olandese, difensore del Lisse.

## Carriera

### Club
Klinkenberg è cresciuto nelle giovanili del VV Hillegom, per poi far parte di quelle dell'AZ Alkmaar, dell'Haarlem e del Volendam. Il 29 gennaio 2016 ha esordito in prima squadra con quest'ultimo club, in Eerste Divisie: ha sostituito Randy Ababio nella sconfitta per 3-0 subita in casa del VVV-Venlo. Il 12 gennaio 2019, Klinkenberg ha rescisso consensualmente il contratto che lo legava al club olandese.
Il 17 gennaio 2019 è passato ai finlandesi dell'Inter Turku, a cui si è legato con un accordo annuale. Il 3 aprile successivo ha debuttato in Veikkausliiga, subentrando a Juuso Hämäläinen nella sconfitta per 2-1 maturata sul campo dell'HJK. Il 17 maggio 2019 ha realizzato il primo gol nella massima divisione locale, sancendo il successo per 1-0 sul KuPS.
Il 1º gennaio 2020, Klinkenberg è stato tesserato dai norvegesi dell'Aalesund, per cui ha firmato un contratto triennale. Ha giocato il primo incontro in Eliteserien il successivo 16 giugno, sostituendo Oddbjørn Lie nella sconfitta interna per 1-4 arrivata contro il Molde. Al termine di quella stessa annata, l'Aalesund è retrocesso in 1. divisjon.
Il 7 febbraio 2021 è stato ceduto agli svedesi del Mjällby. L'11 aprile ha esordito in Allsvenskan, schierato titolare nel pareggio interno per 0-0 contro il Varberg. Ha rescisso il contratto che lo legava al club nel successivo mese di agosto.
Il 31 dicembre 2021 ha quindi fatto ritorno in Finlandia, firmando un contratto annuale – con opzione per un'ulteriore stagione – con l'HIFK. Klinkenberg è tornato quindi a calcare i campi della Veikkausliiga in data 2 aprile 2022, nella sconfitta per 2-1 contro l'SJK.
Il 21 novembre 2022 è stato ufficializzato il suo trasferimento, a partire dal 1º gennaio, al KTP: ha firmato un accordo biennale. Il 5 aprile 2023 ha quindi disputato la prima partita con la nuova casacca, nella partita interna persa per 0-2 contro l'AC Oulu. Il 30 agosto 2023 ha rescisso l'accordo con il club.
A settembre 2023 ha quindi fatto ritorno nei Paesi Bassi, accordandosi con il Lisse per un contratto biennale.

## Statistiche

### Presenze e reti nei club
Statistiche aggiornate al 6 settembre 2023.
| Stagione        | Club            | Campionato      | Campionato | Campionato | Coppe nazionali | Coppe nazionali | Coppe nazionali | Coppe continentali | Coppe continentali | Coppe continentali | Supercoppe | Supercoppe | Supercoppe | Totale | Totale |
| Stagione        | Club            | Comp            | Pres       | Reti       | Comp            | Pres            | Reti            | Comp               | Pres               | Reti               | Comp       | Pres       | Reti       | Pres   | Reti   |
| --------------- | --------------- | --------------- | ---------- | ---------- | --------------- | --------------- | --------------- | ------------------ | ------------------ | ------------------ | ---------- | ---------- | ---------- | ------ | ------ |
| 2015-2016       | Volendam        | 1D              | 15+2       | 0          | CO              | 0               | 0               | -                  | -                  | -                  | -          | -          | -          | 17     | 0      |
| 2016-2017       | Volendam        | 1D              | 2          | 0          | CO              | 0               | 0               | -                  | -                  | -                  | -          | -          | -          | 2      | 0      |
| 2017-2018       | Volendam        | 1D              | 25         | 0          | CO              | 1               | 0               | -                  | -                  | -                  | -          | -          | -          | 26     | 0      |
| 2018-gen. 2019  | Volendam        | 1D              | 1          | 0          | CO              | 0               | 0               | -                  | -                  | -                  | -          | -          | -          | 1      | 0      |
| Totale Volendam | Totale Volendam | Totale Volendam | 43+2       | 0          |                 | 1               | 0               |                    | -                  | -                  |            | -          | -          | 46     | 0      |
| 2019            | Inter Turku     | VL              | 23         | 1          | CF              | 7               | 0               | UEL                | 2                  | 0                  | -          | -          | -          | 32     | 1      |
| 2020            | Aalesund        | ES              | 27         | 0          | -               | -               | -               | -                  | -                  | -                  | -          | -          | -          | 27     | 0      |
| feb.-ago. 2021  | Mjällby         | A               | 7          | 0          | CS              | 3               | 0               | -                  | -                  | -                  | -          | -          | -          | 10     | 0      |
| 2022            | HIFK            | VL              | 19         | 0          | CF+CdL          | 5+4             | 1+1             | -                  | -                  | -                  | -          | -          | -          | 28     | 2      |
| gen.-ago. 2023  | KTP             | VL              | 20         | 0          | CF+CdL          | 1+5             | 0               | -                  | -                  | -                  | -          | -          | -          | 26     | 0      |
| set. 2023-2024  | Lisse           | 2D              | 20         | 0          | CO              | 0               | 0               | -                  | -                  | -                  | -          | -          | -          | 0      | 0      |
| Totale          | Totale          | Totale          | 139+2      | 1+0        |                 | 26              | 2               |                    | 2                  | 0                  |            | -          | -          | 169    | 3      |